# Lista siturilor arheologice din județul Sălaj - J
Lista siturilor arheologice din județul Sălaj - J conține toate siturile arheologice din județul Sălaj înscrise în Repertoriul Arheologic Național (RAN) și aflate în localități al căror nume începe cu litera J. RAN este administrat de Ministerul Culturii și Patrimoniului Național și cuprinde date științifice, cartografice, topografice, imagini și planuri, precum și orice alte informații privitoare la zonele cu potențial arheologic, studiate sau nu, încă existente sau dispărute.
Puteți căuta un sit din localitățile care încep cu litera J folosind formularul de mai jos sau puteți naviga prin toate siturile din județ la Lista siturilor arheologice din județul Sălaj.
| Cod RAN                                   | Denumire | Localitate                | Adresă             | Datare                                    | Descoperit | Coordonate                                              | Imagine           | Erori            |
| ----------------------------------------- | --- | ------------------------- | ------------------ | ----------------------------------------- | ---------- | ------------------------------------------------------- | ----------------- | ---------------- |
| 140734.01.01                              | Necropola romană de la Jac - "Ursoieș" / ansamblu anonim (Categorie: descoperire funerară) (Tip: Necropolă)                                                                         | sat Jac, comuna Creaca    | Ursoieș            | sec. II - IV                              |            |                                                         | Încărcați imagine | Raportați eroare |
| 140734.04.01                              | Situl arheologic din epoca romană de la Jac - "Valea Lăncii" / ansamblu anonim (Categorie: locuire) (Tip: Mithraeum)                                                                | sat Jac, comuna Creaca    | Valea Lăncii       | romană                                    |            |                                                         | Încărcați imagine | Raportați eroare |
| 140734.03.02                              | Situl arheologic de la Jac - "Pe cămin" / ansamblu anonim (Categorie: locuire) (Tip: Chilii)                                                                                        | sat Jac, comuna Creaca    | Pe cămin           | sec. XI                                   |            |                                                         | Încărcați imagine | Raportați eroare |
| 140734.03.03 (Cod LMI: SJ-I-m-B-04908.02) | Situl arheologic de la Jac - "Pe cămin" / ansamblu anonim (Categorie: locuire) (Tip: Carieră de piatră)                                                                             | sat Jac, comuna Creaca    | Pe cămin           | sec. II - III                             |            |                                                         | Încărcați imagine | Raportați eroare |
| 140734.03.04                              | Situl arheologic de la Jac - "Pe cămin" / ansamblu anonim (Categorie: locuire) (Tip: cetate de pamânt)                                                                              | sat Jac, comuna Creaca    | Pe cămin           |                                           |            |                                                         | Încărcați imagine | Raportați eroare |
| 140734.03.01                              | Situl arheologic de la Jac - "Pe cămin" / ansamblu anonim (Categorie: locuire) (Tip: Fortificație)                                                                                  | sat Jac, comuna Creaca    | Pe cămin           | sec. IX-XI p. Chr.                        |            |                                                         | Încărcați imagine | Raportați eroare |
| 139820.01 (Cod LMI: SJ-I-s-B-04910)       | Așezarea din epoca bronzului de la Jibou - "Tulso nagyárok" (Categorie: locuire civilă) (Tip: așezare)                                                                              | oraș Jibou                | Tulso nagyárok     |                                           |            |                                                         | Încărcați imagine | Raportați eroare |
| 139820.01.01 (Cod LMI: SJ-I-s-B-04910)    | Așezarea din epoca bronzului de la Jibou - "Tulso nagyárok" / ansamblu anonim (Categorie: locuire civilă) (Tip: Așezare)                                                            | oraș Jibou                | Tulso nagyárok     |                                           |            |                                                         | Încărcați imagine | Raportați eroare |
| 139820.02.01 (Cod LMI: SJ-I-m-B-04911.01) | Turnul roman de la Jibou - "Dealul Dumbrava" / ansamblu anonim (Categorie: fortificație) (Tip: Turn)                                                                                | oraș Jibou                | Dealul Dumbrava    | romană sec. II - III                      |            |                                                         | Încărcați imagine | Raportați eroare |
| 139820.03.01 (Cod LMI: SJ-I-m-B-04911.02) | Turnul roman de la Jibou - "Vârful Cigleanului" / ansamblu anonim (Categorie: fortificație) (Tip: Turn)                                                                             | oraș Jibou                | Vârful Cigleanului | romană sec. II - III                      |            |                                                         | Încărcați imagine | Raportați eroare |
| 140734.02.01 (Cod LMI: SJ-I-m-A-04909.02) | Situl arheologic de la Jac- "Pomet" / ansamblu anonim (Categorie: locuire civilă) (Tip: Amfiteatru)                                                                                 | sat Jac, comuna Creaca    | Pomet              |                                           |            |                                                         | Încărcați imagine | Raportați eroare |
| 140734.02.02 (Cod LMI: SJ-I-m-A-04909.02) | Situl arheologic de la Jac- "Pomet" / ansamblu anonim (Categorie: locuire civilă) (Tip: Clădire)                                                                                    | sat Jac, comuna Creaca    | Pomet              |                                           |            |                                                         | Încărcați imagine | Raportați eroare |
| 140734.02.02 (Cod LMI: SJ-I-m-A-04909.02) | Situl arheologic de la Jac- "Pomet" / complex anonim (Categorie: locuire civilă) (Tip: fântână)                                                                                     | sat Jac, comuna Creaca    | Pomet              |                                           |            |                                                         | Încărcați imagine | Raportați eroare |
| 140734.02.03 (Cod LMI: SJ-I-m-A-04909.02) | Situl arheologic de la Jac- "Pomet" / ansamblu anonim (Categorie: locuire civilă) (Tip: Basilica)                                                                                   | sat Jac, comuna Creaca    | Pomet              | romană                                    |            |                                                         | Încărcați imagine | Raportați eroare |
| 140734.02.04 (Cod LMI: SJ-I-m-A-04909.02) | Situl arheologic de la Jac- "Pomet" / ansamblu anonim (Categorie: locuire civilă) (Tip: Zid de incintă)                                                                             | sat Jac, comuna Creaca    | Pomet              | romană sec. II                            |            |                                                         | Încărcați imagine | Raportați eroare |
| 140734.02.05 (Cod LMI: SJ-I-m-A-04909.02) | Situl arheologic de la Jac- "Pomet" / ansamblu anonim (Categorie: locuire civilă) (Tip: Drum)                                                                                       | sat Jac, comuna Creaca    | Pomet              | romană                                    |            |                                                         | Încărcați imagine | Raportați eroare |
| 140020.01                                 | Unelte neolitice la Jebucu- Biserică (Categorie: descoperire izolată) (Tip: obiect izolat)                                                                                          | sat Jebucu, comuna Almașu | Biserică           |                                           |            |                                                         | Încărcați imagine | Raportați eroare |
| 140734.05.01                              | Așezarea de la Jac- Fața Crecii / ansamblu anonim (Categorie: locuire civilă) (Tip: Așezare)                                                                                        | sat Jac, comuna Creaca    | Fața Crecii        | Cluj - Cheile Turzii - Lumea Nouă - Iclod |            |                                                         | Încărcați imagine | Raportați eroare |
| 140734.08.01 (Cod LMI: SJ-I-m-A-04909.01) | Castrul roman Porolissum de la Jac - Pomet / ansamblu Castrul roman Porolissum (Categorie: locuire militară) (Tip: Castru)                                                          | sat Jac, comuna Creaca    | Pomet              | romană sec. II - IV                       |            | 47°10′48″N 23°09′25″E / 47.1799222222°N 23.1568111111°E | Încărcați imagine | Raportați eroare |
| 140734.09.01 (Cod LMI: SJ-I-m-A-04909.04) | Templul lui Liber Pater, ulterioară bazilică paleocreștină de la Jac / ansamblu Templul lui Liber Pater (Categorie: structură de cult/religioasă) (Tip: templu)                     | sat Jac, comuna Creaca    |                    | romană sec. II - IV                       |            |                                                         | Încărcați imagine | Raportați eroare |
| 140734.10.01 (Cod LMI: SJ-I-m-A-04909.05) | Complex de cult dedicat lui Jupiter Dolichenus de la Jac / ansamblu Complex de cult dedicat lui Jupiter Dolichenus (Categorie: structură de cult/religioasă) (Tip: Complex de cult) | sat Jac, comuna Creaca    |                    | romană sec. II - IV                       |            |                                                         | Încărcați imagine | Raportați eroare |
| 140734.11.01 (Cod LMI: SJ-I-m-A-04909.14) | Val și turn de observație al sistemului de apărare roman de la Jac- Citera / ansamblu anonim (Categorie: fortificație) (Tip: turn)                                                  | sat Jac, comuna Creaca    | Citera             | romană sec. II - III                      |            |                                                         | Încărcați imagine | Raportați eroare |
| 140734.11.02 (Cod LMI: SJ-I-m-A-04909.14) | Val și turn de observație al sistemului de apărare roman de la Jac- Citera / ansamblu anonim (Categorie: fortificație) (Tip: Val)                                                   | sat Jac, comuna Creaca    | Citera             | sec. II - III                             |            |                                                         | Încărcați imagine | Raportați eroare |
| 140734.12.01                              | Val și turn de observație al sistemului de apărare roman de la Jac- Dealul Fericirii / ansamblu anonim (Categorie: fortificație) (Tip: turn)                                        | sat Jac, comuna Creaca    | Dealul Fericirii   | romană sec. II - III                      |            |                                                         | Încărcați imagine | Raportați eroare |
| 140734.12.02                              | Val și turn de observație al sistemului de apărare roman de la Jac- Dealul Fericirii / ansamblu anonim (Categorie: fortificație) (Tip: Val)                                         | sat Jac, comuna Creaca    | Dealul Fericirii   | romană sec. II - III                      |            |                                                         | Încărcați imagine | Raportați eroare |
| 140734.13.01                              | Turn de observație al sistemului de apărare roman de la Jac- La Poiană / ansamblu anonim (Categorie: fortificație) (Tip: Turn)                                                      | sat Jac, comuna Creaca    | La Poiană          | romană sec. II - III                      |            |                                                         | Încărcați imagine | Raportați eroare |
| 140734.14.01                              | Castru roman de la Jac- Citera / ansamblu anonim (Categorie: locuire militară) (Tip: Castru)                                                                                        | sat Jac, comuna Creaca    | Citera             | romană sec. II - III                      |            |                                                         | Încărcați imagine | Raportați eroare |